# Word (revista)
Word (às vezes estilizado WORD) é uma revista quatrimestral de linguística publicada pela Associação Internacional de Linguística. Fundada em 1943 pelo Círculo Linguístico de Nova Iorque, tornou-se uma das principais fontes de divulgação em pesquisa linguística, principalmente as ideias do estruturalismo de Leonard Bloomfield. Durante várias décadas, o periódico permaneceu como um dos mais importantes registros dos estudos da linguagem, tanto teóricos quanto práticos e, atualmente, continua sendo amplamente divulgado neste meio.
Dentre os artigos mais relevantes publicados estão o "The Child's Learning of English Morphology" (1958), de Jean Berko Gleason, que expõe o teste de Wug; "Diglossia" (1959), de Charles A. Ferguson; a apresentação da linguística sistêmico-funcional, em "Categories of the theory of grammar" (1961), de Michael Halliday, e "The social motivation of a sound change" (1963), primeiro artigo de William Labov.